# Melanophryniscus cupreuscapularis
Espèce
Statut de conservation UICN

 NT  : Quasi menacé
Melanophryniscus cupreuscapularis est une espèce d'amphibiens de la famille des Bufonidae.

## Répartition
Cette espèce se rencontre entre 50 et 70 m d'altitude : 
- en Argentine dans le nord-ouest de la province de Corrientes ;
- au Paraguay dans les départements de Ñeembucú et de Misiones.

## Publication originale
- Céspedez & Alvarez, 2000 "1999" : Una nueva especie de Melanophryniscus (Anura: Bufonidae) del grupo Melanophryniscus stelzneri del noroeste de la provincia de Corrientes, Argentina. Facultad de Ciencias Exactas y Naturales y Agrimensura, vol. 15, p. 57-67.